# Васильєв Анатолій Олександрович (футболіст)
Анатолій Олександрович Васильєв (25 серпня 1944, Кореновськ, СРСР — 3 липня 2014, Мінськ, Білорусь) — радянський футболіст. нападник. Майстер спорту СРСР (1971).
Виступав за клуби «Зірка» (Перм), «Волга» (Горький), «Динамо» (Мінськ), «Карпати» (Львів). 1971 року зіграв один матч у складі олімпійської збірної.